# Les Trois Stooges sur orbite
Pour plus de détails, voir Fiche technique et Distribution.
Les Trois Stooges sur orbite (The Three Stooges in Orbit) est un film américain réalisé par Edward Bernds, sorti en 1962. Il s'agit du quatrième film des Three Stooges après leur retour en 1959.

## Synopsis
Les Stooges sont des acteurs de télévision qui essaient de vendre des idées pour leur émission de télévision The Three Stooges Scrapbook, mais leur producteur n'est pas convaincu. Il donne leur dix jours pour trouver une idée, faute de quoi leur émission sera annulée. Entre-temps, les Stooges perdent leur logement lorsqu'ils sont surpris en train de cuisiner dans leur chambre. Ils trouvent un logement abordable dans une annonce dans un journal. La maison appartient au professeur Danforth et ressemble à un château.
Le professeur Danforth est convaincu que les Martiens vont bientôt envahir la Terre. Il persuade les garçons de l'aider avec sa nouvelle invention militaire - un véhicule terrestre, aérien et maritime. En retour, Danforth créera une nouvelle machine d'animation électronique que les Stooges utiliseront dans leur émission de télévision. Les garçons pensent que le professeur est un excentrique. Personne, en particulier le FBI, n'écoute les appels à l'aide du professeur, mais les garçons appréhendent le majordome de Danforth qui s'habille comme un monstre pour terrifier le professeur. En réalité, le majordome est un espion martien fait pour ressembler à un humain.

## Fiche technique
- Titre français : Les Trois Stooges sur orbite[1]
- Titre original : The Three Stooges in Orbit
- Réalisation : Edward Bernds
- Scénario : Elwood Ullman d'après une histoire de Norman Maurer
- Photographie : William P. Whitley
- Montage : Edwin H. Bryant
- Musique : Paul Dunlap
- Producteur : Norman Maurer
- Société de production : Normandy Productions
- Société de distribution : Columbia Pictures
- Genre : Comédie[2], Film de science-fiction
- Durée : 87 minutes (1 h 27)
- Date de sortie : 
  - États-Unis : 4 juillet 1962
  - France : 13 mai 1964[1]

## Distribution
- Moe Howard : Moe
- Larry Fine : Larry
- Joe DeRita : Curly-Joe
- Emil Sitka : Professeur Danforth
- Carol Christensen : Carol Danforth
- Edson Stroll : Capt. Tom Andrews
- George N. Neise : Ogg
- Rayford Barnes : Zogg
- Norman Leavitt : William, le Martien
- Nestor Paiva : Martien
- Don Lamond : Col. Smithers
- Peter Dawson : Gen. Bixby
- Peter Brocco : Dr. Appleby
- Cheerio Meredith : le vieil homme